# Марш на Вашингтон (2009)

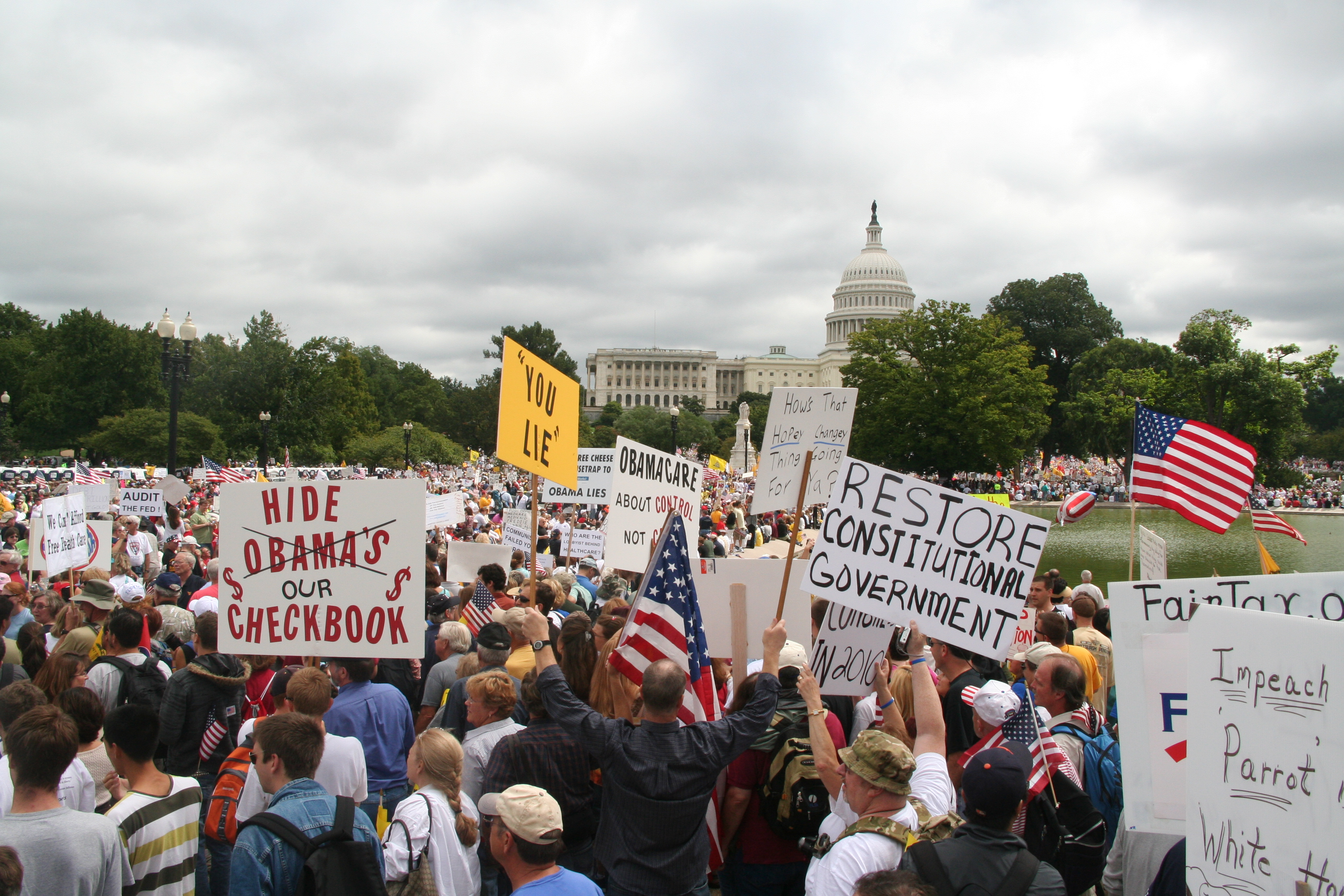
Марш на Вашингтон

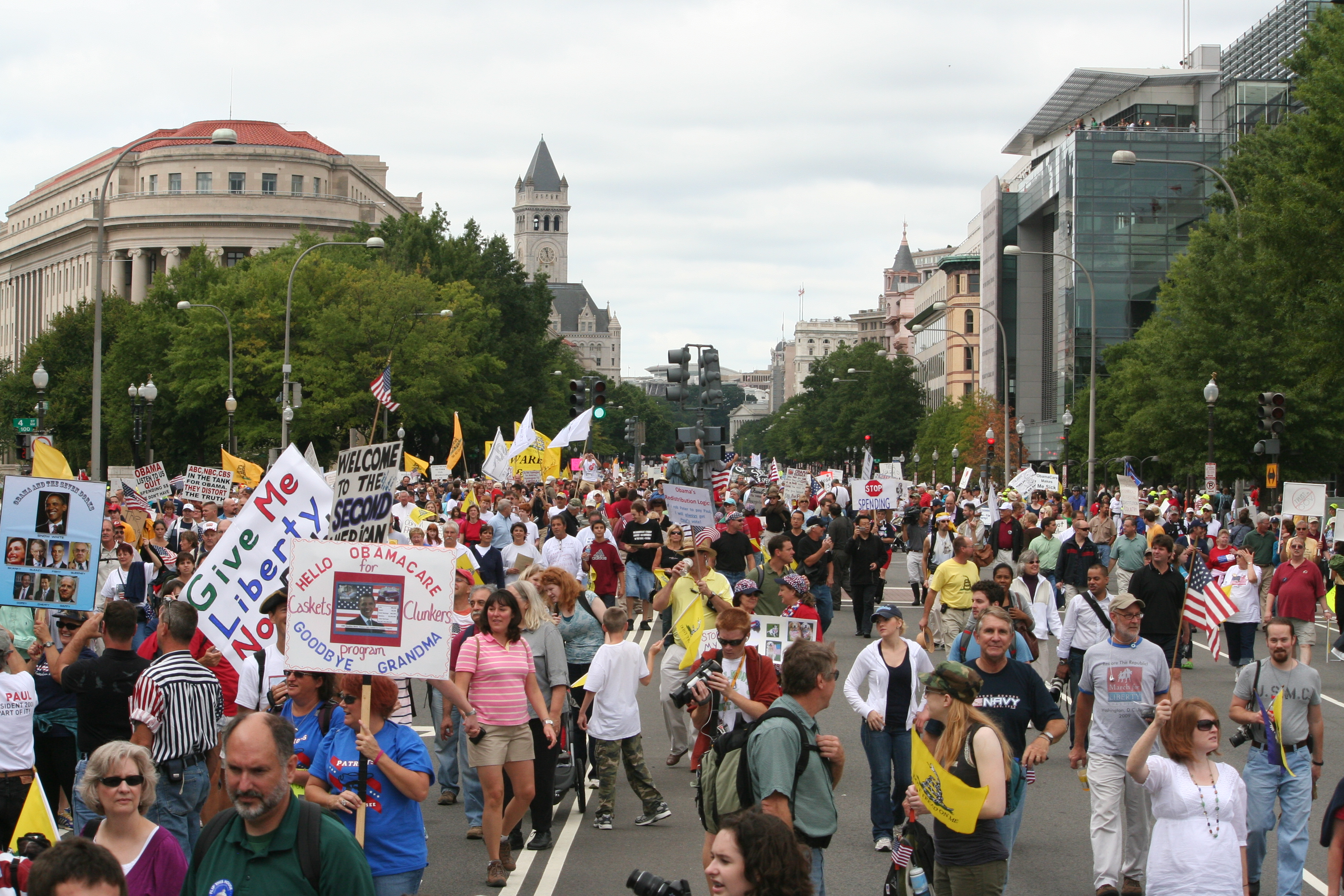
Марш по Пенсильванія-авеню

Марш на Вашингтон (англ. Taxpayer March on Washington; також відомий як 9/12 Protest) — демонстрація представників Руху Чаювання від Freedom Plaza до Капітолія, яка відбулась 12 вересня 2009 року у Вашингтоні.